# أنطون بوستوبيلانتو
انطون بوستوبيلانتو (بالأوكرانية: Поступаленко Антон Андрійович) (28 أغسطس 1988 بخاركيف في أوكرانيا - ) هو لاعب كرة قدم أوكراني في مركز الوسط. شارك مع منتخب أوكرانيا تحت 21 سنة لكرة القدم. أما مع النوادي، فقد لعب مع توربيدو جودينو وميتالورغ دونيتسك ونادي ميتاليست خاركيف وستال ألتشيفسك ‏ وFC Stal Kamianske ‏ وFC Metalist-2 Kharkiv ‏ وأولمبيك دونيتسك وهوفيرلا أوجهورود ‏.

## وصلات خارجية
- أنطون بوستوبيلانتو على موقع اتحاد أوكرانيا (الإنجليزية)
- أنطون بوستوبيلانتو على موقع قاعدة بيانات كرة القدم.إي يو (الإنجليزية)
- أنطون بوستوبيلانتو على موقع Soccerway.com (الإنجليزية)